# USS Chambers (DE-391)
USS Chambers (DE-391/DER-391) là một tàu hộ tống khu trục lớp Edsall từng phục vụ cùng Hải quân Hoa Kỳ trong Chiến tranh Thế giới thứ hai. Nó là chiếc tàu chiến duy nhất của Hải quân Hoa Kỳ được đặt cái tên này, theo tên Thiếu úy Hải quân Russell Franklyn Chambers (1914-1941), phi công phục vụ tại Philippines và đã mất tích trong chiến đấu trong một trận không chiến với máy bay Nhật Bản trên đảo Jolo vào ngày 27 tháng 12, 1941. Nó đã phục vụ cho đến khi chiến tranh kết thúc, xuất biên chế năm 1946, rồi được tạm thời chuyển cho Tuần duyên Hoa Kỳ để phục vụ như là chiếc USCGC Chambers (WDE-491) từ năm 1952 đến năm 1954. Sau khi hoàn trả cho Hải quân, nó được xếp lại lớp như một tàu hộ tống khu trục cột mốc radar DER-391 và tiếp tục cho đến năm 1960. Con tàu cuối cùng bị bán để tháo dỡ vào năm 1975. Chambers được tặng thưởng một Ngôi sao Chiến trận do thành tích phục vụ trong Thế Chiến II.

## Thiết kế và chế tạo
Lớp Edsall có thiết kế hầu như tương tự với lớp Cannon dẫn trước; khác biệt chủ yếu là ở hệ thống động lực Kiểu FMR do được trang bị động cơ diesel Fairbanks-Morse dẫn động qua hộp số giảm tốc đến trục chân vịt. Đây là cấu hình động cơ được áp dụng rộng rãi trên tàu ngầm, được chứng tỏ là có độ tin cậy cao hơn so với lớp Cannon.
Vũ khí trang bị bao gồm ba pháo 3 in (76 mm)/50 cal trên tháp pháo nòng đơn có thể đối hạm hoặc phòng không, một khẩu đội pháo phòng không Bofors 40 mm nòng đôi và tám pháo phòng không Oerlikon 20 mm. Vũ khí chống ngầm bao gồm một dàn súng cối chống tàu ngầm Hedgehog Mk. 10 (có 24 nòng và mang theo 144 quả đạn); hai đường ray Mk. 9 và tám máy phóng K3 Mk. 6 để thả mìn sâu. Con tàu vẫn giữ lại ba ống phóng ngư lôi Mark 15 21 inch (533 mm), và được trang bị radar SC dò tìm không trung và mặt biển. Thủy thủ đoàn đầy đủ bao gồm 186 sĩ quan và thủy thủ.
Chambers được đặt lườn tại xưởng tàu của hãng Brown Shipbuilding ở Houston, Texas vào ngày 28 tháng 5, 1943. Nó được hạ thủy vào ngày 17 tháng 8, 1943, được đỡ đầu bởi bà R. F. Chambers, mẹ của Thiếu úy Chambers, và nhập biên chế cùng Hải quân Hoa Kỳ vào ngày 22 tháng 11, 1943 dưới quyền chỉ huy của Hạm trưởng, Thiếu tá Tuần duyên Harry A. Loughlin.

## Lịch sử hoạt động

### 1943 - 1946
Sau khi hoàn tất việc chạy thử máy huấn luyện tại khu vực Bermuda, Chambers đi đến Norfolk, Virginia để hoạt động như một tàu huấn luyện dành cho thủy thủ đoàn các tàu hộ tống khu trục trong tương lai. Nó lên đường vào ngày 13 tháng 2, 1944 cho chuyến hộ tống vận tải vượt Đại Tây Dương đầu tiên, bảo vệ cho Đoàn tàu UGS-33 đi sang Casablanca, Maroc thuộc Pháp. Đây là chuyến đầu tiên trong số tám chuyến hộ tống vận tải khứ hồi, xuất phát từ New York hay Norfolk và đi sang các cảng Bắc Phi và Địa Trung Hải trong chiến tranh.
Sau khi chiến tranh kết thúc tại Châu Âu, Chambers chuẩn bị để được điều động sang khu vực Mặt trận Thái Bình Dương. Nó khởi hành để đi sang Trân Châu Cảng vào ngày 8 tháng 7, 1945, nhưng chỉ đến nơi vào ngày 16 tháng 8, một ngày Nhật Bản đã chấp nhận đầu hàng vào ngày 15 tháng 8, giúp chấm dứt vĩnh viễn cuộc xung đột. Vì vậy nó chỉ làm nhiệm vụ vận chuyển cựu chiến binh quay trở về San Pedro, California, rồi tiếp tục lên đường vào ngày 11 tháng 9 để đi sang vùng bờ Đông. Con tàu được cho xuất biên chế tại Green Cove Springs, Florida vào ngày 22 tháng 4, 1946, và được đưa về Hạm đội Dự bị Đại Tây Dương.

### USCGCChambers(WDE-391)
Trong giai đoạn Chiến tranh Triều Tiên, từ ngày 11 tháng 6, 1952 đến ngày 30 tháng 7, 1954, Chambers được tạm thời chuyển cho lực lượng Tuần duyên Hoa Kỳ để hoạt động như là tàu cutter tuần tra USCGC Chambers (WDE-490). Đặt căn cứ tại New Bedford, Massachusetts, nó phục vụ tuần tra quan trắc thời tiết tại vùng biển Bắc Đại Tây Dương và thực hiện nhiều chuyến đi đến Newfoundland, cũng như tham gia vào hoạt động Tuần tra Băng trôi Quốc tế. Con tàu được hoàn trả cho Hải quân vào năm 1954.

### 1956 - 1960
Dự định được cải biến thành một tàu hộ tống khu trục cột mốc radar, Chambers được đại tu và hiện đại hóa, rồi được xếp lại lớp và mang ký hiệu lườn mới DER-390 vào ngày 28 tháng 10, 1954. Nó được tái biên chế trở lại vào ngày 1 tháng 6, 1955 dưới quyền chỉ huy của Hạm trưởng, Trung tá Hải quân George Kingsbury Dress.
Đặt căn cứ tại Newport, Rhode Island, Chambers phục vụ như cột mốc radar trong Đường cảnh báo sớm từ xa - (DEW: Distant Early Warning) Line - dọc theo vùng bờ Đông nhằm cảnh báo sớm khả năng bị máy bay ném bom chiến lược hay tên lửa đạn đạo đối phương tấn công. Con tàu đảm nhiệm vai trò này cho đến năm 1960.
Chambers được cho xuất biên chế lần sau cùng tại Philadelphia, Pennsylvania vào ngày 20 tháng 6, 1960, và được đưa về Hạm đội Dự bị Đại Tây Dương. Nó được rút tên khỏi danh sách Đăng bạ Hải quân vào ngày 1 tháng 3, 1975, và cuối cùng con tàu bị bán để tháo dỡ vào ngày 24 tháng 9, 1975.

## Phần thưởng
Chambers được tặng thưởng một Ngôi sao Chiến trận do thành tích phục vụ trong Thế Chiến II.
|             |  |  |
| Bronze star |  |  |

| Huân chương Chiến dịch Hoa Kỳ                                                | Huân chương Chiến dịch Hoa Kỳ        | Huân chương Chiến dịch Châu Á-Thái Bình Dương | Huân chương Chiến dịch Châu Á-Thái Bình Dương |
| Huân chương Chiến dịch Châu Âu-Châu Phi-Trung Đông với 1 Ngôi sao Chiến trận | Huân chương Chiến thắng Thế Chiến II | Huân chương Chiến thắng Thế Chiến II          | Huân chương Phục vụ Phòng vệ Quốc gia         |